# Regierungsinspektor
Regierungsinspektor (RI) ist in Deutschland eine Amtsbezeichnung für das Amt eines Beamten in der Laufbahngruppe des gehobenen Dienstes in der Bundes- oder Landesverwaltung im Eingangsamt. Sie setzt sich zusammen aus der Grundamtsbezeichnung Inspektor und dem Zusatz „Regierungs-“. Im gehobenen technischen Verwaltungsdienst des Bundes lautet die Amtsbezeichnung Technischer Regierungsinspektor (TRI).

## Besoldung
Das Amt eines Regierungsinspektors ist in Besoldungsgruppe A 9 der Besoldungsordnung A des Bundesbesoldungsgesetzes oder der Landesbesoldungsgesetze eingruppiert. Von der Eingruppierung und der Laufbahngruppe entspricht der Regierungsinspektor dem Amt eines Polizeikommissars sowie den Dienstgraden Leutnant und Leutnant zur See der Bundeswehr.

## Ausbildung
Regierungsinspektoren haben in der Regel den Vorbereitungsdienst (Laufbahnausbildung) für eine Laufbahn des gehobenen Dienstes in Form eines Fachhochschulstudiums als Diplom-Verwaltungswirt (FH) bzw. Bachelor abgeschlossen.

## Dienststellung in einer Behörde
Regierungsinspektoren sind in großen Behörden zumeist in der Funktion als Sachbearbeiter tätig. Sie können dabei als Vorgesetzte der Beamten des mittleren Dienstes fungieren.

## Beförderungsämter
Aufgrund einer guten dienstlichen Beurteilung können Regierungsinspektoren befördert werden. Beförderungsämter sind Regierungsoberinspektor (A 10), Regierungsamtmann (A 11), Regierungsamtsrat (A 12) und Regierungsoberamtsrat (A 13, zugleich Endamt).